# Tympanota admeta
Tympanota admeta là một loài bướm đêm trong họ Geometridae.